# Roberto Lippi
Roberto Lippi (Róma, 1926. október 17.– Anzio, 2011. október 31.) olasz autóversenyző.

## Pályafutása
1957-ben Francesco Siracusa társaként rajthoz állt a Le Mans-i 24 órás viadalon. A futamon technikai problémák miatt nem értek célba.
1961 és 1963 között három alkalommal vett részt a Formula–1-es világbajnokság olasz nagydíján. Egyedül a 61-es futamra tudta kvalifikálni magát, ekkor azonban már az első körben kiesett. Ebben az időszakban részt vett több, a világbajnokság keretein kívül rendezett Formula–1-es versenyen is.

## Eredményei

### Le Mans-i 24 órás autóverseny
| Év   | Csapat                  | Autó                   | Csapattárs         | Helyezés |
| ---- | ----------------------- | ---------------------- | ------------------ | -------- |
| 1957 | Automobili Stanguellini | Stanguellini Prototipo | Francesco Siracusa | Kiesett  |

### Teljes Formula–1-es eredménylistája
(Táblázat értelmezése)

(Félkövér: pole-pozícióból indult; dőlt: leggyorsabb kört futott) 

| Év   | Csapat              | Modell        | Motor               | 1   | 2   | 3   | 4   | 5   | 6   | 7      | 8   | 9   | 10  | Helyezés | pont |
| ---- | ------------------- | ------------- | ------------------- | --- | --- | --- | --- | --- | --- | ------ | --- | --- | --- | -------- | ---- |
| 1961 | Scuderia Settecolli | De Tomaso 002 | O.S.C.A. Straight-4 | MON | NED | BEL | FRA | GBR | GER | ITA Ki | USA |     |     | -        | 0    |
| 1962 | Scuderia Settecolli | De Tomaso 002 | O.S.C.A. Straight-4 | NED | MON | BEL | FRA | GBR | GER | ITA Nk | USA | RSA |     | -        | 0    |
| 1963 | Scuderia Settecolli | De Tomaso 002 | Ferrari V6          | MON | BEL | NED | FRA | GBR | GER | ITA Nk | USA | MEX | RSA | -        | 0    |

## Külső hivatkozások
- Profilja a grandprix.com honlapon (angolul)
- Profilja a statsf1.com honlapon (angolul)